# Parnadjom
Parnadjom est le quatrième roi d'Ibérie.

## Biographie
Fils de Mirvan Ier, Parnadjom règne selon la Chronique géorgienne pendant 19 ans, de 109 à 90 av. J.-C. Il est le second souverain de la dynastie dite des Nimrodides.
Il est le père d'un fils unique :
- Mirvan II d'Ibérie

## Source
- (en) Cyrille Toumanoff Chronology of the early Kings of Iberia Traditio, vol. 25 (1969), p. 1-33